# Bonnay (Saône-et-Loire)
Bonnay korábbi község (település) Franciaországban, Saône-et-Loire megyében. 2023. január 1-jén Saint-Ythaire községgel egyesült és Bonnay-Saint-Ythaire új község része lett.
Lakosainak száma 318 fő (2019. január 1.). Bonnay Curtil-sous-Burnand, Cortevaix, Malay, Sailly, Saint-Ythaire, Salornay-sur-Guye, Savigny-sur-Grosne és Sigy-le-Châtel községekkel határos.

## Népesség
A település népességének változása:
| Lakosok száma | 328  | 335  | 342  | 325  | 322  | 318  |
|               | 2013 | 2015 | 2016 | 2017 | 2018 | 2019 |